# Dystrykt Nyamagabe
Dystrykt Nyamagabe – dystrykt w Rwandzie, w Prowincji Południowej. Stolicą dystryktu jest Gikongoro. Dystrykt sąsiaduje od północy z dystryktami Karongi (Zachodnia) i Ruhango, ze wschodu z dystryktami Nyanza i Huye, od południa z dystryktem Nyaruguru, a od zachodu z dystryktami Rusizi i Nyamasheke (oba w Prowincji Zachodniej). Dystrykt obejmuje przede wszystkim byłą prowincję Gikongoro.

## Sektory
Dystrykt Nyamagabe podzielony jest na 17 sektorów: Buruhukiro, Cyanika, Gatare, Kaduha, Kamegeli, Kibirizi, Kibumbwe, Kitabi, Mbazi, Mugano, Musange, Musebeya, Mushubi, Nkomane, Gasaka, Tare i Uwinkingi.

## Warunki naturalne
Dystrykt obejmuje część Parku Narodowego Lasu Nyungwe – dziewiczego lasu deszczowego, miejsca występowania wielu gatunków naczelnych. Żyzne gleby. Teren pagórkowaty.

## Przemysł
Przemysł jest słabo rozwinięty. W dystrykcie są stacje mycia kawy oraz zakłady przetwórstwa owoców na sok.

## Edukacja
W dystrykcie jest ok. 220 szkół podstawowych w większości prowadzonych i będących własnością kościelną lub prywatną. Uczęszcza do nich ponad 7000 uczniów. Średnia liczba uczniów w klasie wynosi 33. Uczy ich 263 nauczycieli z czego 53 to mężczyźni, a 210 kobiety. W większości są to wolontariusze.
Problemem jest m.in. stan budynków szkolnych. Brak w wielu z nich wody i energii elektrycznej oraz wystarczającej ilości sal.

## Turystyka
Na terenie dystryktu można spotkać wiele dzikich zwierząt. Atrakcją jest Park Narodowy Lasu Nyungwe. Jednak infrastruktura turystyczna nie jest dobrze rozwinięta.